# Азербаев, Джарас Ходжамуратулы
Джарас Ходжамуратулы Азербаев (каз. Жарас Қажымұратұлы Әзірбаев; 1834, Букеевская Орда, Российская Империя — 1916) — видный меценат Букеевской Орды, имевший длительную политическую карьеру и добившийся трех высочайших чинов возможных на территории подданного Казахстана для не Чингизида – народного старшины, волостного управителя и бия. Также являлся членом Временного совета. Водил дружбу с Мухамеджаном Бекмухамедовым и Николаем Чернышевским. Являлся внуком предводителя толенгитов Букей хана, Азербая, а по женской линии - правнуком самого Букея.

## Биография
Джарас Ходжамуратулы родился в 1834 году в городе Ханская Ставка в знатной семье ханского гвардейца хаджи Ходжамурата Азербаева. Получил начальное образование в школе Ханской Ставки, после чего отправился в Оренбургский кадетский корпус для продолжения своего обучения.  
Вскоре после окончания учебы, в 1857, был определен Временным советом на должность депутата Енотаевского уезда Астраханской губернии, где прослужил 4 года.
В 1861 году был назначен на должность помощника управляющего Калмыцкой части Букеевской Орды. В 1867 году был уволен по прошению. В 1871 был вновь определен на должность, затем опять уволен в 1873 году.
20 июня 1885 года был назначен управляющим по Калмыцкой части – должность на которой он оставался до 1901 года.
В конце XIX века, Джарас Ходжамуратулы был возведен в почетное звание бия и вошел в состав Временного совета.
В марте 1901 года, в честь столетия Букеевской Орды, Джарас Ходжамуратулы объявил о пожертвовании в размере 40 000 рублей со стороны богатых ордынцев на учреждение казахских стипендий в высших и средних учебных заведениях.
Также, в начале XX века (примерно 1903 г.), во время голода, Джарас Ходжамуратулы вместе с другими богатыми казахами Букеевской Орды, спас большое количество земляков раздав бесплатно сено, и внес в казну Временного совета 15 000 рублей. 
В 1913 году Джарас Ходжамуратулы отправился на празднование 300-летие дома Романовых в составе казахской депутации, где в знак почета ему были вручены золотые часы с портретом царя Николая II.  
Джарас Ходжамуратулы ушёл из жизни в 1916 году. 